# Lijst van rijksmonumenten aan het Oudekerksplein
Een overzicht van de 16 rijksmonumenten aan het Oudekerksplein in Amsterdam.
| Object | Oorspronkelijke functie? | Bouwjaar                                                              | Architect | Locatie               | Coördinaten?                  | Nr.? | Afbeelding        |
| --- | ------------------------ | --------------------------------------------------------------------- | --------- | --------------------- | ----------------------------- | ---- | ----------------- |
| Tegen de noordzijde van de Oudekerkstoren gebouwd huis onder schilddak                                              | Gebouw                   | 18e eeuw                                                              |           | Oudekerksplein 13     | 52° 22' 28" NB, 4° 53' 51" OL | 3989 | Meer afbeeldingen |
| Oude Kerk | Kerk en kerkonderdeel    | 14e-16e eeuw                                                          |           | Oudekerksplein 15     | 52° 22' 28" NB, 4° 53' 52" OL | 3990 | Meer afbeeldingen |
| Oude Kerk: Toren | Kerk en kerkonderdeel    | 14e eeuw (bouw) 16e eeuw (verhoogd) eerste helft 18e eeuw (ommetseld) |           | Oudekerksplein bij 15 | 52° 22' 28" NB, 4° 53' 51" OL | 3991 | Oude Kerk: Toren  |
| Tegen de zuidzijde van de Oudekerkstoren gebouwd huis, ten dele onder schilddak, ten dele onder plat dak            | Gebouw                   | 18e eeuw                                                              |           | Oudekerksplein 17     | 52° 22' 27" NB, 4° 53' 51" OL | 3992 | Meer afbeeldingen |
| Tegen de Oude Kerk gebouwd huis ten dele onder plat-, ten dele onder schilddak                                      | Gebouw                   | 18e eeuw                                                              |           | Oudekerksplein 19     | 52° 22' 27" NB, 4° 53' 51" OL | 3993 | Meer afbeeldingen |
| Tegen de zuidzijde van de Oude Kerk gebouwd dwars huis onder zadeldak                                               | Gebouw                   | 17e-18e eeuw                                                          |           | Oudekerksplein 23     | 52° 22' 27" NB, 4° 53' 52" OL | 3994 | Meer afbeeldingen |
| Tegen de zuidzijde van de Oude Kerk gebouwd dwarshuis onder schilddak                                               | Gebouw                   | 18e eeuw                                                              |           | Oudekerksplein 25     | 52° 22' 27" NB, 4° 53' 53" OL | 3996 | Meer afbeeldingen |
| Pand met gevel onder rechte lijst                                                                                   | Gebouw                   | 18e/19e eeuw                                                          |           | Oudekerksplein 22     | 52° 22' 29" NB, 4° 53' 53" OL | 3999 | Upload foto       |
| Huis met gevel onder rollagentop                                                                                    | Gebouw                   | 17e/18e/19e eeuw                                                      |           | Oudekerksplein 30     | 52° 22' 29" NB, 4° 53' 52" OL | 4000 | Upload foto       |
| Pand met eenvoudige klokgevel met twee vierpasvensters                                                              | Gebouw                   | 18e eeuw                                                              |           | Oudekerksplein 34     | 52° 22' 29" NB, 4° 53' 51" OL | 4001 | Meer afbeeldingen |
| Voormalig achterhuis van een huis aan de Warmoesstraat                                                              | Gebouw                   | mogelijk 17e eeuw                                                     |           | Oudekerksplein 36A    | 52° 22' 29" NB, 4° 53' 51" OL | 4002 | Meer afbeeldingen |
| Voormalig achterhuis van Warmoesstraat 93                                                                           | Gebouw                   | derde kwart 18e eeuw                                                  |           | Oudekerksplein 36D    | 52° 22' 28" NB, 4° 53' 50" OL | 4003 | Meer afbeeldingen |
| Pand met halsgevel met gevelsteen                                                                                   | Gebouw                   | 1712                                                                  |           | Oudekerksplein 38     | 52° 22' 28" NB, 4° 53' 50" OL | 4004 | Meer afbeeldingen |
| Hoekhuis met ionische pilasters in de gevel waarvan de top is vervangen door een klokvormige, overgebouwde zijgevel | Gebouw                   | midden 17e eeuw 18e eeuw                                              |           | Oudekerksplein 50     | 52° 22' 26" NB, 4° 53' 50" OL | 4005 | Meer afbeeldingen |
| Pand met hoge gevel onder rechte lijst                                                                              | Gebouw                   | mogelijk 18e eeuw 19e eeuw                                            |           | Oudekerksplein 56     | 52° 22' 26" NB, 4° 53' 51" OL | 4006 | Meer afbeeldingen |
| Pand met gevel | Gebouw                   | 18e eeuw tweede helft 19e eeuw (verhoogd)                             |           | Oudekerksplein 58     | 52° 22' 26" NB, 4° 53' 51" OL | 4007 | Meer afbeeldingen |